# 小叶地笋
小叶地笋（学名：Lycopus coreanus var. coreanus）为唇形科地笋属下的一个变种。

## 扩展阅读
- 維基物種上的相關：小叶地笋